# Séraphin Olivier-Razali
Séraphin Olivier-Razali, italianisé en Olivario Razali, connu comme le cardinal Olivario, né à Lyon le 2 août 1538, mort à Rome le 10 février 1609, fut un  cardinal français du XVIe siècle. Ce prélat français, devint conseiller juridique et confident du pape Urbain VIII.

## Biographie
Né à Lyon en 1538, Séraphin Olivier-Razali prit le nom de Razali qui était celui de son beau-père, Francesco Razali, originaire de Bologne.Après des études à Tournon et à l'Université de Bologne, il y devint professeur (1562) et fut nommé auditeur du tribunal de la Rote romaine en 1564. Représentant du pape en Pologne lors du sacre d'Henri III, membre de la commission de réforme du calendrier grégorien, doyen de la Rote sous le pontificat de Grégoire XIV, on le donne pour cardinal la même année que les cardinaux Robert Bellarmin et Arnaud d'Ossat. On lui prête également d'avoir siégé en 1591 comme camerlingue du Pape, ce qu'il ne fut jamais.
Il intervint pour obtenir l'absolution d'Henri IV à la fin des guerres de Religion (France). Il fut, au moment des négociations menées pour obtenir cette absolution, l'un des plus chauds partisans du roi. Nommé évêque de Rennes après le départ pour Bayeux du cardinal d'Ossat, il renonça et fut remplacé à sa demande par François Larchivier. En 1602, il fut élu Patriarche d'Alexandrie en Égypte et fut créé (élevé à la dignité de) cardinal par Clément VIII le 9 juin 1604, au titre de S. Salvatore in Lauro. Il participa l'année suivante aux deux conclaves de 1605, qui élurent successivement Léon XI et Paul V.
Il fit partie des membres du Sacré collège présents lors de la cérémonie de consécration du cardinal Maffeo Barberini (le futur Urbain VIII) par le pape Paul V (1606). Un tableau commandé par Federico Ubaldini (1610-1657), pour le cardinal représente Olivier-Razali, Farnèse, Pompeo Arrigoni (1596 -1616), Bellarmin et Borghèse, Virili et Calamina lors de cette cérémonie.
Mort le 10 février 1609, Séraphin Olivier-Razali fut enterré dans l'église de la Sainte-Trinité du mont Pincio, à Rome. Les commentateurs de l'époque s'accordaient à louer son austérité, sa grande régularité de vie, et ses mœurs irréprochables.

## Un protecteur des arts
Séraphin Olivier-Razali soutint les efforts d'hommes de sciences, de lettres et d'art.
Il fut notamment le protecteur et l'ami du mathématicien ragusain Marino Ghetaldi, qui lui dédia deux de ses ouvrages. Après la mort du mathématicien, ses filles  firent éditer la dernière œuvre de leur père, le traité De Resolutione, par la Chambre apostolique. Selon la volonté du défunt, cet ouvrage rendit hommage au cardinal Francesco Barberini.
Séraphin Olivier-Razali fut également le défenseur du président Jacques-Auguste de Thou, inquiété par Rome pour la publication de son Histoire universelle.
Enfin, Le Caravage peignit son portrait. Ce fait est rapporté par le poète Marzio Milesi, mais le portrait est disparu aujourd'hui.